# العلاقات الإسرائيلية الدومينيكية
العلاقات الإسرائيلية الدومينيكية هي العلاقات الثنائية التي تجمع بين إسرائيل ودومينيكا.

## مقارنة بين البلدين
هذه مقارنة عامة ومرجعية للدولتين:
| وجه المقارنة                                              | إسرائيل                                                             | دومينيكا              |
| --------------------------------------------------------- | ------------------------------------------------------------------- | --------------------- |
| المساحة (كم2)                                             | 20.77 ألف                                                           | 751                   |
| عدد السكان (نسمة)                                         | 8.89 مليون                                                          | 73.92 ألف             |
| الكثافة السكانية (ن./كم²)                                 | 428.02                                                              | 9.84 ألف              |
| العاصمة                                                   | القدس                                                               | روسو                  |
| اللغة الرسمية                                             | اللغة العبرية، اللغة العربية                                        | لغة إنجليزية          |
| العملة                                                    | شيكل إسرائيلي جديد، شيكل إسرائيلي قديم، جنيه فلسطيني، جنيه إسرائيلي | دولار شرق الكاريبي    |
| الناتج المحلي الإجمالي (بليون دولار)                      | 350.85 مليار                                                        | 562.54 مليون          |
| الناتج المحلي الإجمالي (تعادل القوة الشرائية) بليون دولار | 306.51 مليار                                                        | 789.63 مليون          |
| الناتج المحلي الإجمالي الاسمي للفرد دولار أمريكي          | 35.73 ألف                                                           | 7.12 ألف              |
| الناتج المحلي الإجمالي للفرد دولار أمريكي                 | 36.58 ألف                                                           | 10.88 ألف             |
| مؤشر التنمية البشرية                                      | 0.899                                                               | 0.724                 |
| رمز المكالمات الدولي                                      | +972                                                                | +1767                 |
| رمز الإنترنت                                              | .il                                                                 | .dm                   |
| المنطقة الزمنية                                           | توقيت إسرائيل، Israel Summer Time ‏                                  | 00، توقيت أطلنطي موحد |

## منظمات دولية مشتركة
يشترك البلدان في عضوية مجموعة من المنظمات الدولية، منها:
| علم المنظمة | اسم المنظمة                        | تاريخ انضمام إسرائيل | تاريخ انضمام دومينيكا |
| ----------- | ---------------------------------- | -------------------- | --------------------- |
|             | مؤسسة التنمية الدولية              | 22 ديسمبر 1960       | 29 سبتمبر 1980        |
|             | الأمم المتحدة                      | 11 مايو 1949         | 18 ديسمبر 1978        |
|             | منظمة التجارة العالمية             | 21 أبريل 1995        | ?                     |
|             | منظمة الشرطة الجنائية الدولية      | ?                    | ?                     |
|             | الاتحاد الدولي للاتصالات           | 24 يونيو 1948        | 28 أكتوبر 1996        |
|             | البنك الدولي للإنشاء والتعمير      | 12 يوليو 1954        | 29 سبتمبر 1980        |
|             | الاتحاد البريدي العالمي            | ?                    | ?                     |
|             | مؤسسة التمويل الدولية              | 26 سبتمبر 1956       | 29 سبتمبر 1980        |
|             | وكالة ضمان الاستثمار متعدد الأطراف | 21 مايو 1992         | 7 أكتوبر 1991         |
|             | يونسكو                             | 16 سبتمبر 1949       | 9 يناير 1979          |

## وصلات خارجية
- موقع وزارة الخارجية الإسرائيلية